# Камерунская кампания
Камерунская кампания произошла в августе 1914 — марте 1916 годов на территории Германского Камеруна. Вскоре после начала Первой мировой войны войска Великобритании, Франции и Бельгии вторглись в Германский Камерун. К весне 1916 года бо́льшая часть германских войск и гражданская администрация бежала в испанские колонии Рио-Муни и Фернандо-По. Кампания кончилась поражением германских войск в Камеруне и его разделом Францией и Великобританией.

## Предпосылки
В 1884 году Германская империя установила протекторат над Камеруном. В 1911 году Франция, согласно Фесскому договору, передала Германии бо́льшую часть восточных земель Нового Камеруна. В 1914 году в составе Германского Камеруна находилась территория современного Камеруна, часть Нигерии, Чада, Габона, Республики Конго и Центрально-Африканской республики. Государство со всех сторон граничило с колониальными владениями Антанты: на северо-западе — с Британским Камеруном, на юго-востоке — с Бельгийским Конго, на востоке — с Французской Экваториальной Африкой. Территория Испанской Гвинеи с 3-х сторон была окружена Германским Камеруном, а с 1-й стороны — морем. К началу Первой мировой войны Камерун оставался практически не исследованным и нанесённым на карту не был. Лишь в 1913 году между Нигерией и Камеруном была проведена демаркационная линия.
Численность германских колониальных войск в Камеруне составляла 1 855 человек. Несмотря на то, численность колониальных войск к середине 1915 года составила 6 000 человек, численность войск союзников намного превышала численность германских войск. Одни только войска Французской Экваториальной Африки к началу войны насчитывали 20 000 человек, тогда как войска Британского Камеруна составляли 7 550 человек.

## Ход боевых действий

### 1914 год
Когда в августе 1914 года началась Первая мировая война, германская колониальная администрация, ссылаясь на Берлинскую конференцию 1884 года, предприняла попытку заключить соглашение с Великобританией и Францией, согласно которому военные действия на территории Африки вестись не должны были. Однако союзники не пошли им навстречу. Франция хотела вернуть территории, отошедшие Германии по Фесскому договору. 6 августа 1914 года французские войска под командованием Жозефа Эмерика вторглись с востока на территорию Германского Камеруна. Они наступали по болотистой неразвитой местности, которая поначалу немцами не оспаривалась.
25 августа англичане вторглись в Германский Камерун, ведя наступление по 3-м направлениям. Они подошли к Маруа (Крайнесеверный регион), Гаруа (Северная провинция) и Нсанаконгу (Южный регион). Британским войскам, двигавшимся на Гаруа, было приказано атаковать немецкий пограничный пост, расположенный в Тепе близ города. 25 апреля англичане разбили немцев в битве при Тепе.
Англичане попытались взять Мору (Северная провинция), но при первой атаке англичане потерпели неудачу. Осада города длилась до конца кампании. Однако в битве при Нсанаконге (Южный регион) англичане были разбиты. Затем Маклир развернул войска и направил их к Гаруа, где 31 августа они были разбиты немцами.
В сентябре 1914 года германские войска заминировали устье реки Вури и затопили большое число военных кораблей, тем самым создав барьер, защищавший Дуалу. Британские и французские корабли обстреливали большое число городов Камеруна, расположенных на побережье, и 27 сентября, очистив устье реки от мин, высадили десант, который захватил город. Вскоре англичане и французы оккупировали практически всё побережье Германского Камеруна, а 21 сентября французские войска оккупировали Укоко, который находился под властью немцев с 1911 года.

### 1915 год
К 1915 году бо́льшая часть германских войск, за исключением окружённых в Море и Гаруа, отступила в горные района Камеруна в окрестности Яунде, который стал новой столицей колонии. Весной германские войска были ещё в состоянии отражать атаки войск Антанты. Немецкие войска под командованием фон Крайльсгейма, окружённые в Гаруа, даже перешли в наступление, разбив британцев в битве при Гурине. Однако в июне 1915 года англичане нанесли немцам поражение в во второй битве при Гаруа. Благодаря победе в этом сражении, англичане могли больше не продолжать наступление на оставшейся территории Северного Камеруна. 29 июня британские войска разгромили немцев в битве при Нгаундере. Наступление Ф. Канлиффа на Яунде было остановлено из-за начала проливных дождей, но не из-за продолжительной осады Мораберга.
Когда погода улучшилась, англичане возобновили наступление. В ноябре капитулировал германский гарнизон Баньйо. К декабрю войска Канлиффа и Добелла стали действовать совместно и готовиться к штурму Яунде.
К концу 1915 года бо́льшая часть территории Камеруна находилась в руках у бельгийцев и французов.

### 1916 год
В начале 1916 года командующий германскими войсками Карл Циммерман в Камеруне пришёл к заключению, что кампания проиграна. Союзники осадили Яунде, с каждой атакой немецкие войска всё более слабели, и Циммерман приказал оставшимся войскам и населению бежать в нейтральную испанскую колонию Рио-Муни. В середине февраля последний немецкий гарнизон сдался в Море. Германские войска и население, бежавшее в Рио-Муни, были мирно встречены испанцами, которые располагали в колонии вооружёнными силами в количестве 180 ополченцев и не могли силой интернировать пришельцев. Бо́льшая часть этнических камерунцев осталась в Рио-Муни, немцы эвакуировались на остров Фернандо-По, а некоторые немцы были отправлены в Нидерланды, откуда они могли добраться до родины ещё до окончания войны. Многие туземцы переехали в Мадрид, где жили на германские деньги.

## Последствия
В феврале 1916 года за месяц до окончания Камерунской кампании Великобритания и Франция договорились разделить Камерун; временной границей стала линия Пико. Великобритания получила одну пятую территории Камеруна, образовав колонию Британский Камерун, Франция — все остальные земли, образовав колонию Французский Камерун. В 1960 году Франция предоставила Камеруну независимость.